# ورم سدوي بطاني رحمي
أورام سدوية بطانية رحمية هي مجموعةٌ من الأورام السدوية في الرحم.

## الأنواع
أنواع الأورام السدوية البطانية الرحمية:[بحاجة لمصدر]
- عقيدة سدوية بطانية رحمية
- ورم سدوي بطاني رحمي مع عناصر جنسية شبيهة بالحبل [الإنجليزية]
- ساركومة سدوية بطانية رحمية